# Astrofysik
Astrofysik er den gren af den astronomiske videnskab, som omhandler universets fysik.
Astrofysik er en meget bred videnskabsgren, som omfatter himmellegemers karakteristika (egenskaber), så som mekanik, statistisk mekanik, termodynamik, relativitetsteori, atomfysik, partikelfysik, kvantemekanik, væskedynamik (Fluid Dynamics), plasmafysik, optisk fysik, temperatur, tryk, luminositet (lysstyrke), størrelser, masse, massefylde, energikilder, kemisk sammensætning, samt en del andre emner. En af de mest kendte astrofysiske fomularer er E=mc². Denne beskriver sammenhægngen mellem energi og masse. Dette matematiske gennembrud blev fundet af kongen af astrofysik, Albert Einstein.
Astrofysik udgør de(n) væsentligste del(e) af moderne astronomisk forskning.

## Astronomiske massefylder
Her er en tabel over astronomiske massefylder:
| "Eksotiske" stoffer                                                              | massefylde (× 1.000 kg/m³ eller g/cm³) |
| -------------------------------------------------------------------------------- | -------------------------------------- |
| Hypotetisk maximons middelmassefylde                                             | 3,6 · 1093                             |
| Sort huls middelmassefylde (1 kilogram, anvender Schwarzschild-radius)           | 7,3 · 1076                             |
| Kvarkstjernes middelmassefylde                                                   | 6,53 · 1015 (?)                        |
| Neutronstjernes middelmassefylde                                                 | 9,1 · 1013 — 2 · 1015 typisk 7 · 1014  |
| Atomkerne                                                                        | (2,2–3,6) · 1014                       |
| Sort huls middelmassefylde (10 solmasser, anvender Schwarzschild-radius)         | 1,8 · 1014                             |
| Hvid dværgs middelmassefylde                                                     | 105–109, typisk 107                    |
| Brun dværgs middelmassefylde                                                     | typisk 106                             |
| Jordens middelmassefylde                                                         | 5,515–5,519                            |
| Solens middelmassefylde                                                          | 1,4                                    |
| Sort huls middelmassefylde (1 milliard solmasser, anvender Schwarzschild-radius) | 0,018 (mindre massefylde end vand!)    |